# Sirindhornia bifida
Sirindhornia bifida is een vlinder uit de familie bladrollers (Tortricidae). De wetenschappelijke naam van de soort is voor het eerst geldig gepubliceerd in 2014 door Sopita Muadsub & Nantasak Pinkaew.

## Type
- holotype: "male. 21-23.IV.2013. genitalia slide NP 1786"
- instituut: KKIC, Nakhon Pathom, Thailand
- typelocatie: "Thailand, Trat Province, Trat Agroforestry R. St., 12°23'43"N 102°40'32"E, ca 30 m"